# 恋の記憶、止まらないで
『恋の記憶、止まらないで』（こいのきおく、とまらないで）は2019年11月9日にフジテレビ系ドラマ「世にも奇妙な物語 '19秋の特別編」内で放送されたストーリー。

## 評価
放映直後から、映画「リング」や都市伝説「一度だけ放映された呪いのCM」などを彷彿とさせる怖さで大きな評判となった。
2025年5月31日に放映された「世にも奇妙な物語 35周年SP〜伝説の名作 一夜限りの復活編〜」でも、ファンの人気の高い作品の5作のひとつとして選ばれている。

## あらすじ
落ち目のシンガーソングライターの村瀬志保は昔のように曲を作ることができなくなったばかりか、作ったとしても誰も聞いてくれなくなって行き詰まりを感じていた。SNSにも辛辣なコメントが並ぶようになり、応援してくれる夫の中居賢治からも呆れられている。そんなある日、志保は曲作り中のうたた寝で、夢で流れてきたメロディが忘れられず、それを新曲として発表した。新曲は配信ランキングでも上位に入ったほか、SNSにも好意的なコメントが並ぶなど高評価で、再び脚光を浴びるチャンスとなった。
しかしある夜、志保は新曲のメロディが幼少期の自分がローカル番組に出演していた際のCMに流れていた曲であったことを知る。知らず知らずのうちに盗作してしていたことに気づき、愕然とする。さらにネットで調べてみると、それは出演した歌手が急死したため、たった一度の放送きりでお蔵入りになった「呪いのCMソング」だという。

## スタッフ
- 脚本 - 諸橋隼人
- 編成企画- 渡辺恒也、狩野雄太
- プロデューサー - 植田泰史、水野綾子
- 演出 - 岩田和行
- 音楽 - 蓜島邦明

## キャスト
- 村瀬志保 - 斉藤由貴 [4]
- 中居賢治 - 利重剛 [4]
- 尾形幹子 - 平栗あつみ
- 三宅佳彦 - 木下政治
- 女 - 笹野鈴々音
- 宮島素子 - イチキ游子
- DJ - 石田佳名子
- 地方記者 - 五頭岳夫